# Menandro (sátrapa)
Menandro (en griego Mενανδρoς); vivió en el siglo IV a. C. fue un general al servicio de Alejandro Magno. Fue uno de los llamados Hetairoi, pero tuvo el mando de un cuerpo de mercenarios. Fue nombrado por Alejandro al gobierno de Lidia, durante la solución de los asuntos de Asia realizado por Alejandro cuando estaba en Tiro (Líbano) (331 a. C.). Menandro parece haber permanecido en ese puesto hasta el año 323 a. C., cuando fue encargado de llevar un refuerzo de tropas a Alejandro a Babilonia - que llegó justo antes de la última enfermedad del rey. En la división de las provincias, después de la muerte de Alejandro, Menandro recibió su anterior gobierno de Lidia, de la que se apresuró a tomar posesión.
Parece que pronto se junta a la facción de Antígono y fue el primero en dar a Antígono información acerca de los ambiciosos planes de casarse de Pérdicas con Cleopatra. En la nueva distribución de las provincias del Pacto de Triparadiso (321 a. C.), perdió el gobierno de Lydia, que fue dado a Clito, pero esto seguramente sólo era para poder estar en contacto más fácilmente con Antígono, tal como lo prueba el hecho de que lo encontramos al mando de una parte del ejército de Antígono en la primera campaña contra Eumenes de Cardia (320 a. C.) . Al año siguiente, Menandro conociendo de la fuga de Eumenes de Nora, avanzó con un ejército desde Capadocia para atacarle, lo que le obligó a refugiarse en Cilicia. Después de esto, no se menciona Menandro en la historia.